# Ellis Bluff
Das Ellis Bluff ist ein bis zu 2280 m hohes Felsenkliff in der antarktischen Ross Dependency. In den Cumulus Hills des Königin-Maud-Gebirges ragt es an der Südflanke des Logie-Gletschers auf.
Das Advisory Committee on Antarctic Names benannte es 1966 nach W. Ellis von der United States Navy, Leiter der Flugverkehrskontrolle bei der Operation Deep Freeze der Jahre 1965 und 1966.